# Tenhult
Tenhult is een plaats in de gemeente Jönköping in het landschap Småland en de provincie Jönköpings län in Zweden. De plaats heeft 2916 inwoners (2005) en een oppervlakte van 239 hectare.

## Verkeer en vervoer
Bij de plaats lopen de Riksväg 31, Riksväg 40 en Riksväg 47.
De plaats heeft een station op de spoorlijn Falköping - Nässjö.